# Funiculaire de Fourvière
La ligne F2 du funiculaire de Lyon, plus communément appelée Funiculaire ou « Ficelle » de Fourvière, est une des deux lignes du funiculaire de Lyon encore en activité, et la 4e ligne construite. Cette ligne du 5e arrondissement de Lyon relie les stations Vieux Lyon - Cathédrale Saint-Jean et Fourvière, entre le quartier du Vieux Lyon et le sommet de la colline de Fourvière à l'ouest de la ville.
Avec une longueur de 427 mètres et deux stations, elle est la plus courte ligne du réseau. Construite durant les années 1900, elle n'a contrairement à sa voisine de Saint-Just, jamais vu son mode de fonctionnement changer au cours de son histoire.
En 2016, la ligne est dotée d'un parc de deux rames mono-caisse.

## Histoire

### Chronologie
- 6 septembre 1900 : mise en service
- 11 décembre 1970 : remise en service du funiculaire après modernisation
- 2 janvier 2018 : fermeture provisoire du funiculaire pour modernisation
- 2 juin 2018 : remise en service du funiculaire après modernisation

### Le funiculaire à l'origine

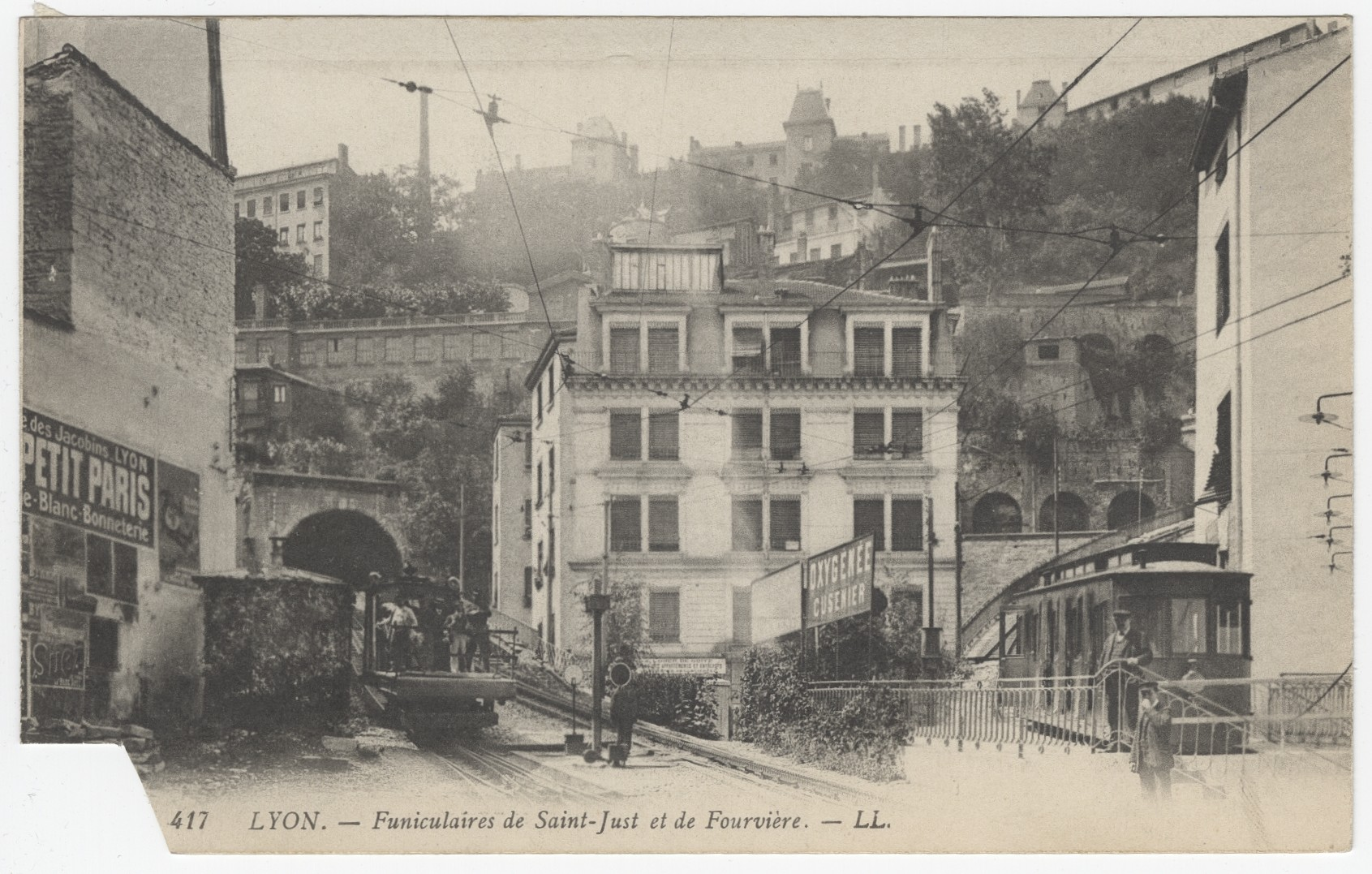
Vue depuis la gare de Saint Jean vers 1900

Le conseil général du Rhône concède au Fourvière Ouest-Lyonnais le 27 octobre 1892 la concession d'une antenne du funiculaire de Saint-Just qui devait partir de la station des Minimes, qui est déclaré d'utilité publique le 8 avril 1893,. Jugé trop coûteux, le projet est modifié pour devenir une ligne à part entière depuis Saint-Jean ce qui nécessite une nouvelle convention, signée le 2 janvier 1895, et une déclaration d'utilité publique du projet, effectuée le 22 juin 1896 ; l'échéance de la concession est fixée à la même date que celle de la ligne de Saint-Just, soit le 31 décembre 1973,.
La ligne est ouverte au public le 6 septembre 1900. Elle mesure alors 431 mètres de long et est exploitée à l'aide de deux rames mono-caisses à un poste de conduite (côté amont) construites par Horme et Buire pour le châssis et Poizat pour la carrosserie, chacune possédant une capacité de 8 personnes en première classe et de 48 personnes en deuxième classe,,.
La ligne possédait une voie unique à écartement métrique, avec un évitement au milieu, tandis que la machinerie était électrique.
L'éclairage d'origine des rames était assuré par des lampes à pétrole jusqu'en 1911 où il est remplacé par un éclairage électrique grâce à la pose d'une caténaire et d'un pantographe sur les rames, qui conserveront leur livrée intégralement rouge tout au long de leur carrière.
Les nombreux problèmes rencontrés par le funiculaire de Saint-Just entraînent le rachat du FOL et donc du funiculaire de Fourvière par la compagnie des Omnibus et tramways de Lyon (OTL) le 1er janvier 1911, en conséquence de quoi la concession de la ligne est prolongée jusqu'au 21 août 1984,.
Le 10 novembre 1932, durant une opération d'entretien, une des cabines part à la dérive depuis Fourvière avec deux ouvriers à bord et percute un immeuble en contrebas, sans faire de victimes.

### Modernisation en 1970

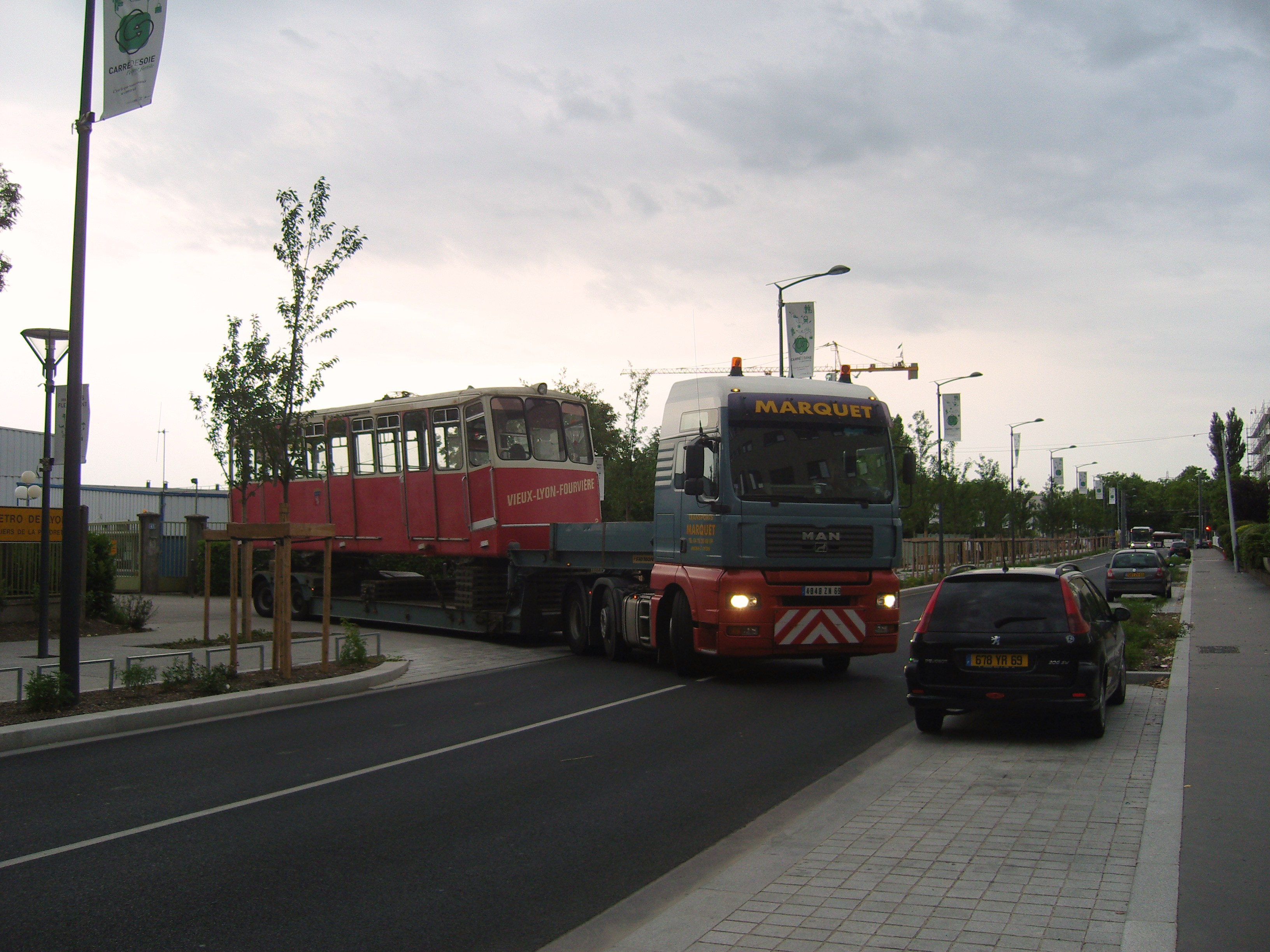
Transport d'une voiture par camion durant la révision décennale de 2009.

Entre le 24 mai et le 11 décembre 1970, Von Roll modernise complètement la ligne,, : la machinerie est changée pour une autre plus puissante, permettant une vitesse de 4,5 m/s soit 16 km/h. L'écartement des rails est changé au profit d'un inhabituel écartement de 1,33 mètre et la ligne est légèrement raccourcie à la station Saint-Jean, prenant sa longueur actuelle de 427 mètres. Le nouveau matériel construit par Gangloff et Von Roll fournissant respectivement la caisse et le châssis est toujours constitué de deux rames mono-caisses.
La station Saint-Jean ainsi que le pont-rail sur la rue Tramassac sont entièrement reconstruits entre le 28 avril 1985 et 31 janvier 1989 en lien avec la construction de la ligne D du métro. Ces travaux occasionnent notamment un report de la gare sur un quai provisoire placé entre la tête aval du tunnel et la rue et la station est rebaptisée Vieux Lyon - Cathédrale Saint-Jean. Durant ces travaux, les installations sont automatisées en 1986 par Télémécanique puis en 1996 l'automate est renouvelé à son tour,. Deux révisions décennales sont effectuées par la suite en 1998 et en 2009.
Le 29 août 2011, la ligne est numérotée pour la première fois et devient officiellement la ligne F2.

## Tracé et stations

### Tracé

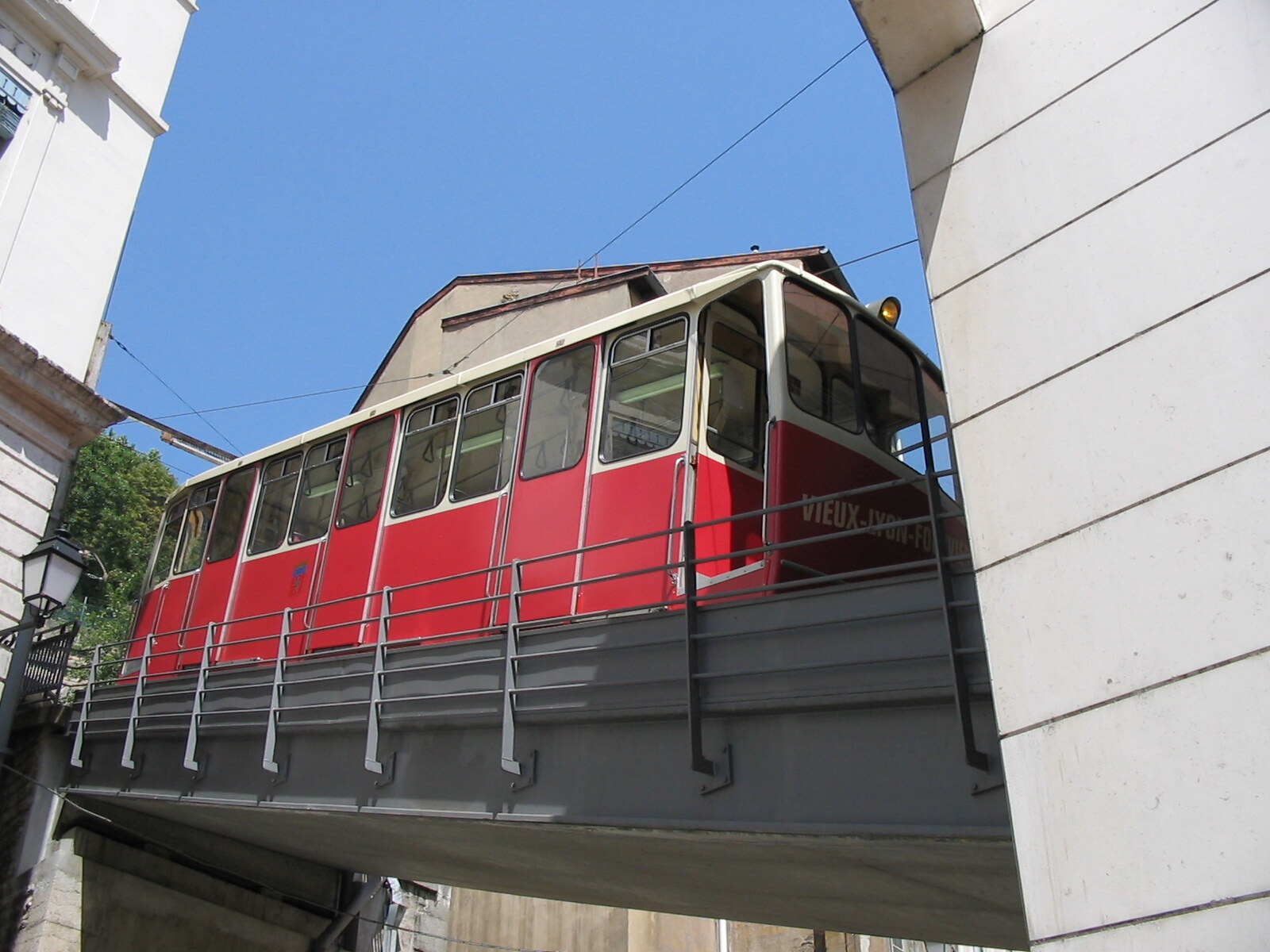
Pont-rail sur la rue Tramassac. Il se prolonge par un viaduc en pierre pour rejoindre la tête du tunnel.

La ligne F2 est majoritairement souterraine ; sa longueur totale est de 427 mètres et possède un dénivelé de 116 mètres entre ses deux terminus.
La ligne débute au pied de la colline à la station Vieux Lyon - Cathédrale Saint-Jean par une voie unique encadrée de deux quais, l'un pour la montée des voyageurs et l'autre pour la descente, située juste au nord par rapport à celle du funiculaire de Saint-Just et à 30 mètres environ au-dessus de celle de la ligne D du métro, les trois stations étant complètement reliées entre-elles, et se finit à la station Fourvière, située en souterrain en face de la basilique. Les quais de descente des deux stations sont tous les deux du côté sud de la voie et les quais de montée sont du côté nord.
La ligne monte par un tunnel de 380 mètres passant en biais sous le parvis de la basilique, évitant les fondations de la tour sud-ouest, à une distance minimale de trois mètres environ.

### Liste des stations
La ligne F2 comprend les stations suivantes, en commençant par le terminus inférieur (les lignes en correspondance sont désignées par leurs seuls numéros de ligne) :
|  |   |  | Station                            | Lat./Long.                  | Communes desservies | Correspondances |
|  | - |  | ---------------------------------- | --------------------------- | ------------------- | --------------- |
|  | ■ |  | Vieux Lyon - Cathédrale Saint-Jean | 45° 45′ 36″ N, 4° 49′ 35″ E | Lyon 5e             | ,               |
|  | ■ |  | Fourvière                          | 45° 45′ 44″ N, 4° 49′ 17″ E | Lyon 5e             |                 |

### Stations à thème ou particulières

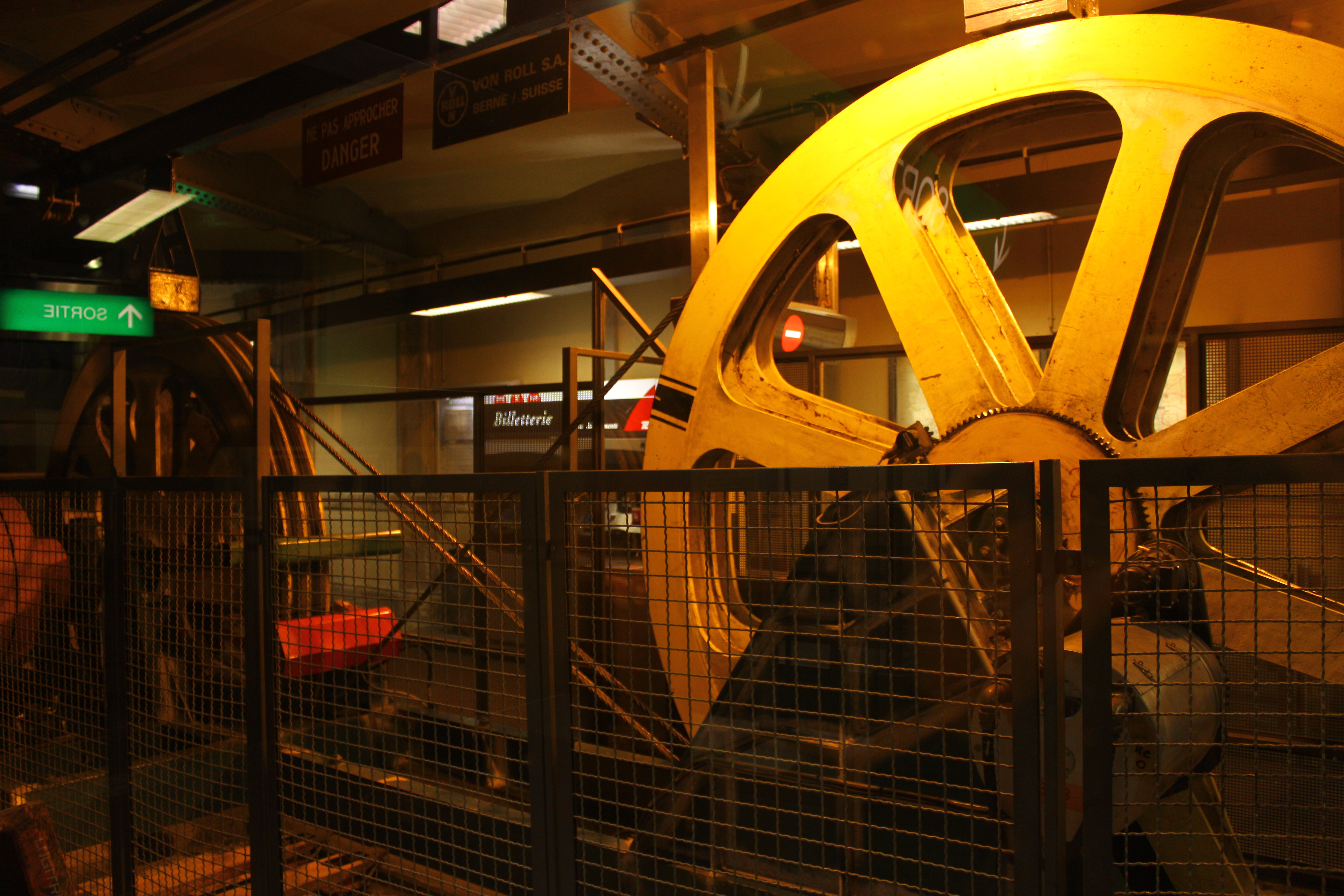
La machinerie à la station Fourvière.

Les stations possèdent des quais capables d'accueillir les rames mono-caisses de 10 mètres de long. La station Fourvière est la seule à disposer une particularité notable avec la machinerie visible depuis les quais.

### Raccordements
La ligne n'est raccordée à aucune autre, comme le sont d'ordinaire les funiculaires.

### Ateliers
La ligne ne dispose pas d'ateliers, les rames dormant la nuit au terminus, mais est rattachée techniquement aux ateliers métros d'Hénon, chargés de la ligne C du métro.

## Exploitation

### Desserte
En 2016, le parcours complet de la ligne demande seulement deux minutes. Le premier départ a lieu à 6 h et le dernier départ à 23 h. En semaine, la fréquence est de cinq à dix minutes de 6 h 30 à 13 h 30, de cinq minutes jusqu'à 19 h et elle est de dix minutes le reste de la journée. Le samedi, la fréquence est de cinq à dix minutes de 9 h à 13 h 30 et de 16 h à 19 h, elle est de cinq minutes entre les deux, de huit à dix minutes de 19 h à 21 h et elle est de dix minutes le reste de la journée. Les dimanches et jours fériés, la fréquence est de cinq à dix minutes de 6 h 30 à 16 h 30, de cinq minutes jusqu'à 19 h et elle est de dix minutes le reste de la journée. Il effectue en moyenne 144 rotations par jour.
Cette fin de service anticipée s'explique par le caractère touristique de la ligne, la plupart des lieux desservis n'étant visitables qu'en journée et n'ayant qu'une faible densité de population. Lors d'événements particuliers comme la Fête des Lumières, la ligne fonctionne jusqu'à 1 h en service renforcé, avec une fréquence inférieure à cinq minutes.
La ligne fonctionne 350 jours par an en moyenne, en raison des arrêts d'exploitations obligatoires pour la révision « annuelle » due à la réglementation stricte sur les transports par câbles, le câble de traction étant remplacé à chaque révision. Tous les dix ans, une révision dite « décennale » a lieu et est l'occasion d'une inspection plus poussée ainsi que le remplacement d'équipements importants. Lors de la dernière révision décennale qui s'est déroulée du 11 mai au 30 juin 2009, et pour la première fois depuis leur mise en service, les rames furent envoyées aux ateliers métro de La Poudrette pour une remise en état complète,.

### Matériel roulant actuel

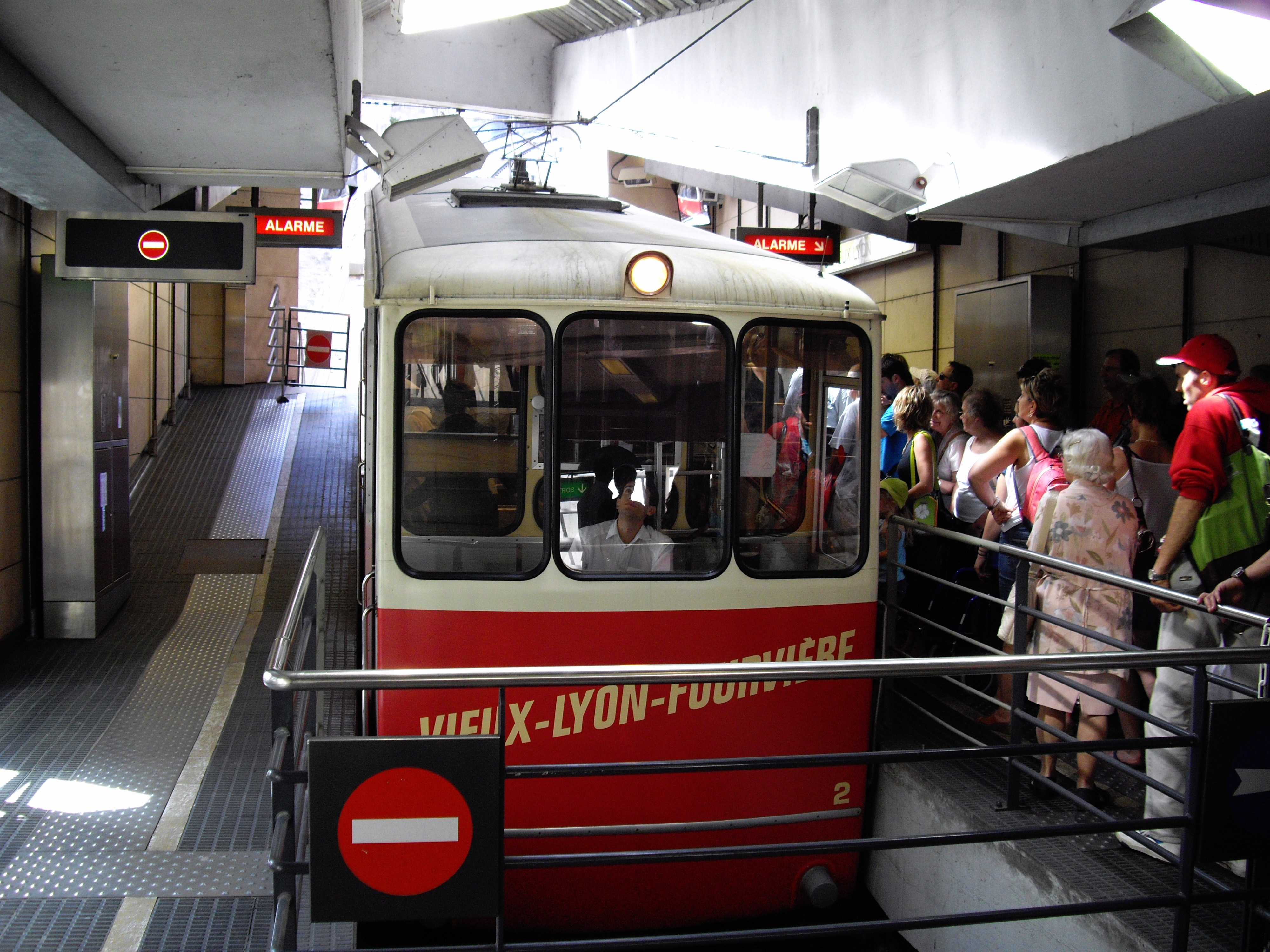
Une rame à la station Vieux Lyon - Cathédrale Saint-Jean.

Le matériel roulant actuel dit « type Fourvière 2 » est mis en service en 1970. Il est constitué de deux rames mono-caisses, numérotées 1 et 2, possédant un pantographe pour l'alimentation électrique des équipements embarqués.
Elles sont construites par Gangloff et Von Roll, fournissant respectivement la caisse et le châssis. Elles sont peintes en rouge sur la partie inférieure et en blanc sur la partie supérieure et arborent le blason de Lyon sur les flancs. Sur les faces avant, sous le pare-brise des deux cabines de conduite est écrit « Vieux-Lyon - Fourvière », « St-Jean - Fourvière » à l'origine.
Caractéristiques, :
- Longueur : 10,05 mètres ;
- Largeur : 2,25 mètres ;
- Hauteur : 3,15 mètres ;
- Masse à vide : 7 tonnes ;
- Capacité totale : 70 personnes, dont 19 places assises et 51 debout.

Chaque rame compte trois portes par faces, coulissantes à un vantail. Elles disposent d'un poste de conduite à chaque extrémité et l'intérieur est éclairé par des tubes fluorescents.

### Le personnel d'exploitation
Il n'y a pas de personnel en station, des automates permettent l'achat et d'autres le compostage des billets. Chaque rame nécessite un chef de train, assurant l'ouverture et la fermeture des portes ainsi que le démarrage des rames. 

### Tarification et financement

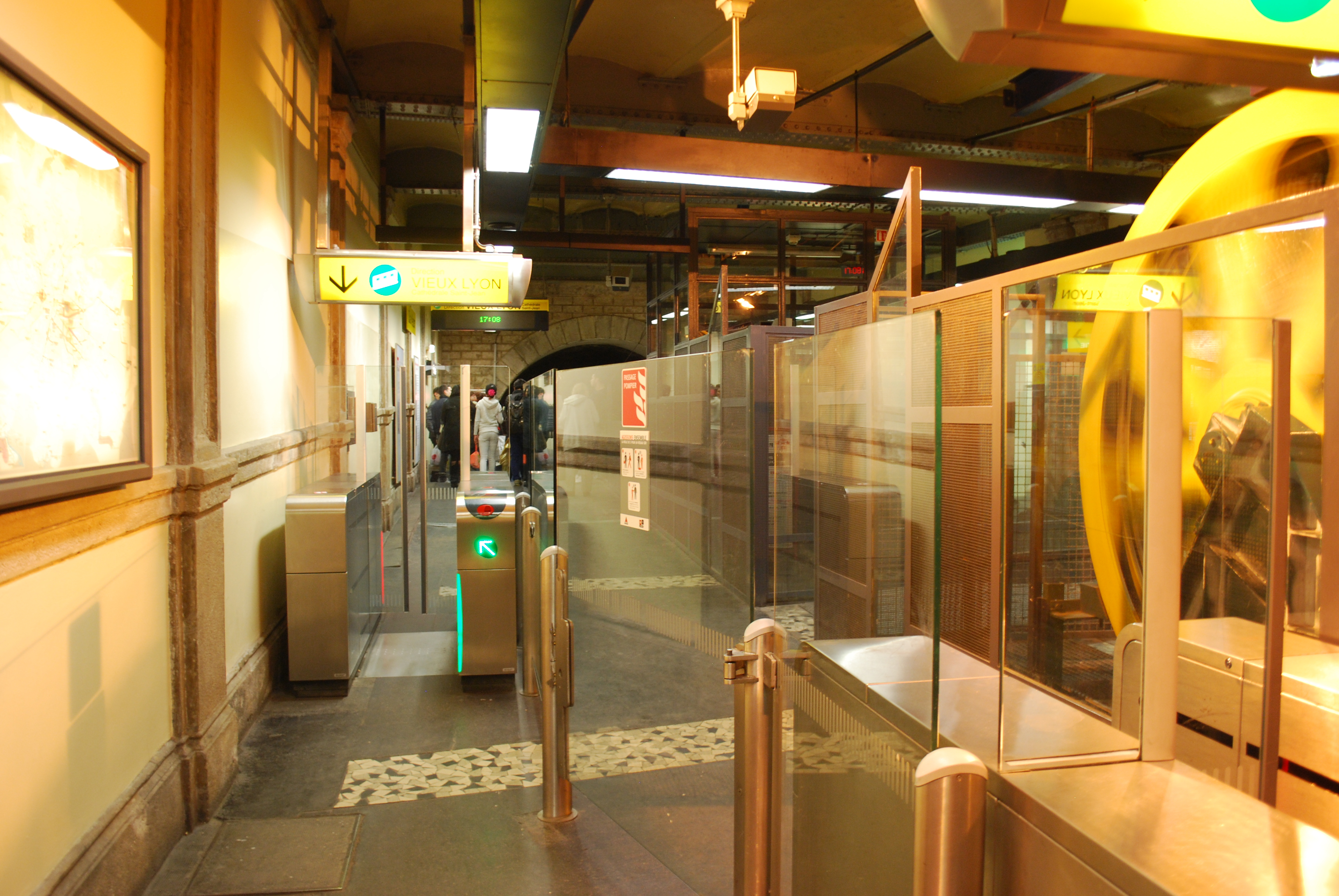
Portillons d'accès à l'entrée de la station Fourvière.

La tarification est identique sur l'ensemble du réseau TCL, et est accessible avec l'ensemble des tickets et abonnements existants. Un ticket unité permet un trajet simple quelle que soit la distance, avec une ou plusieurs correspondances possibles avec les autres lignes de bus, tramway, funiculaire et de métro pendant une durée maximale de 1 h entre la première et dernière validation. 
Un ticket validé dans un funiculaire permet d'emprunter l'ensemble du réseau, quel que soit le mode de transport. Le trajet retour est autorisé avec le même ticket depuis le 1er janvier 2013 dans la limite d'une heure après sa première validation. En plus de ces titres, un ticket spécifique et exclusif aux funiculaires existe, il permet un aller-retour dans la journée sur une des deux lignes.
Le financement du fonctionnement des lignes (entretien, matériel et charges de personnel) est assuré par l'exploitant RATP Dev Lyon. Cependant, les tarifs des billets et abonnements dont le montant est limité par décision politique ne couvrent pas les frais réels de transport. Le manque à gagner est compensé par l'autorité organisatrice, SYTRAL Mobilités. Il définit les conditions générales d'exploitation ainsi que la durée et la fréquence des services.

### Trafic
La ligne transporte 3600 voyageurs par jour en moyenne, avec un débit moyen de 840 personnes par heure.

## Tourisme
La ligne F2 dessert deux stations situées dans le 5e arrondissement de Lyon. La ligne est particulièrement empruntée pour rejoindre la basilique Notre-Dame de Fourvière, la ligne ayant une clientèle nettement plus touristique que son homologue vers Saint-Just, mais dessert aussi le parc des Hauteurs et la tour métallique de Fourvière toutes proches. En bas, se trouve le Vieux Lyon, cœur historique de la ville, et plus précisément le quartier de Saint-Jean, avec la primatiale Saint-Jean, siège épiscopal de l'archidiocèse de Lyon, et le palais de justice historique.

## Matériel préservé

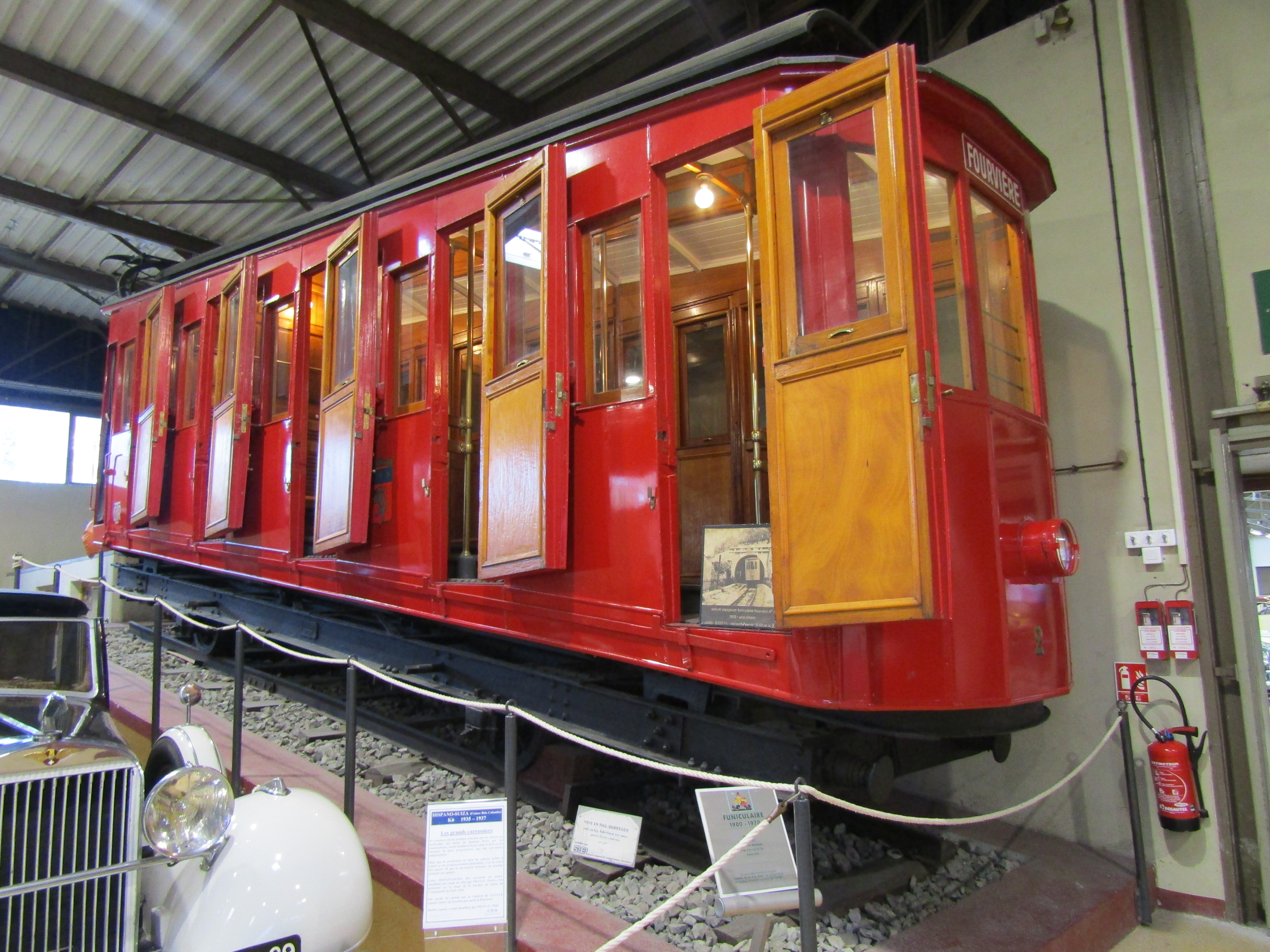
La cabine no 2 préservée au musée de l'automobile Henri-Malartre.

Les deux cabines d'origine ont été préservées, fait unique dans l'histoire des funiculaires de Lyon, : la cabine no 1 a rejoint le musée des transports urbains, interurbains et ruraux (AMTUIR) à Chelles (Seine-et-Marne), la cabine no 2 est restée dans la région et est exposée au musée de l'automobile Henri-Malartre à Rochetaillée-sur-Saône (Métropole de Lyon).